# Shelbyville Manhattan
Shelbyville Manhattan (spelad av Hank Azaria) är en rollfigur i den animerade tv-serien Simpsons. 

## Biografi
Shelbyville Manhattan grundade staden Shelbyville. Han var rival till Jebediah Springfield. De kom med samma nybyggarkaravan och anledningen till att de delade på sig och byggde varsin stad (Springfield och Shelbyville) var att Jebediah Springfield var kritisk till att kusiner ska få gifta sig, något som Shelbyville ville.